# Тиберій Корунканій
Тиберій Корунканій (? — 243 рік до н. е.) — військовий та політичний діяч Римської республіки, красномовець, великий понтифік (перший із плебеїв) з 254 до 243 року до н. е.

## Опис
Тиберій Корунканій був плебейського походження. Його предки мешкали у м.Тускулум (Лаціум). Невідомо, чи він першим у своєму роду перебрався до Риму. Тут він став одним з лідерів плебеїв завдяки своїм вмінням з красномовства. Втім подробиць життя до 280 року до н. е. немає.
У 280 році до н. е. його було обрано консулом разом Публієм Валерієм Левіном. На чолі армії Корунканій очолив успішний військовий похід проти етрусків. Завдяки його діям влада Риму над Етрурією зміцнилася ще більше. Але Тиберій не встиг завершити справу. Того ж року до Великої Греції вдерся Пірр, цар Епіру й завдав поразки при Гералеї консулу Валерію Левіну. Тиберій Корунканій поспіхом повернувся до Риму.
У 254 році до н. е. його першим з плебеїв обрано великим понтифіком. Корунканій першим зробив збори понтифіків відкритими. 
Як великий понтифік опублікував усі раніше затверджені великими понтифіками рішення, закони, коментарі до законів XII таблиць, які до того часу зберігалися у таємниці, щоб патриції їх вільно мали змогу трактувати. До того ж він першим став давати роз'яснення щодо норм законів. 
У 246 році до н. е. його призначено диктатором для проведення виборів. Помер Тиберій Корунканій у 243 році до н. е. у Римі.